# Eugenia curvivenia
Eugenia curvivenia är en myrtenväxtart som beskrevs av Mcvaugh. Eugenia curvivenia ingår i släktet Eugenia och familjen myrtenväxter. Inga underarter finns listade i Catalogue of Life.